# Musa paracoccinea
Musa paracoccinea är en enhjärtbladig växtart som beskrevs av Ai Zhong Liu och De Zhu Li. Musa paracoccinea ingår i släktet bananer, och familjen bananväxter. Inga underarter finns listade i Catalogue of Life.